# Кобринський повіт (Російська імперія)
Кобринський повіт (біл. Кобрынскі павет) — адміністративно-територіальна одиниця Слонімської, Литовської та Гродненської губернії. Адміністративний центр — місто Кобринь. Більшість населення повіту становили українці.

## Підпорядкування
Утворений у 1795 році у складі Слонимської губернії на території, що відійшла до складу Російської імперії після третього поділу Речі Посполитої. 1797 року відійшов до Литовської губернії. 1801 року передано до складу Гродненської губернії.
1920 року відійшов до складу Польщі.

## Склад
Станом на 1886 рік налічував 241 сільську громаду, 414 поселень у 22 волостях. Населення — 93 767 осіб (46787 чоловічої статі та 46980 — жіночої), 7 885 дворових господарств.
|                     | Площа, десятин | У тому числі орної, десятин |
| ------------------- | -------------- | --------------------------- |
| Сільських громад    | 126345         | 70265                       |
| Приватної власності | 97608          | 27626                       |
| Казенної власності  | 106653         | 1066                        |
| Іншої власності     | 2906           | 1201                        |
| Загалом             | 333512         | 100158                      |

Станом на 1913 рік у повіті було 30 волостей.

## Населення
За даними етнографічної експедиції 1869—1870 років під керівництвом Павла Чубинського, населення повіту стоновили українці.
За працею російського військового статистика Олександра Ріттіха «Племенной состав контингентов русской армии и мужского населения Европейской России» 1875 року частка українців серед чоловіків призовного віку повіту становила 90,2 %, євреїв — 8 %, поляків — 0,8 %, німців — 0,1 %, татар — 0,01 %.
За переписом 1897 року чисельність населення становило 184 453 особи, з них у повітовому місті Кобрині — 10 408 осіб. Розподіл населення за рідною мовою згідно з переписом 1897 року:
| Мова       | Осіб    | Відсоток |
| ---------- | ------- | -------- |
| українська | 146 789 | 79,6 %   |
| єврейська  | 25 307  | 13,7 %   |
| російська  | 5 746   | 3,1 %    |
| польська   | 4 148   | 2,2 %    |
| білоруська | 1 563   | 0,8 %    |
| інші       | 900     | 0,5 %    |
| Разом      | 184 453 | 100 %    |